# Concert for Diana
Concert for Diana var en hyllningskonsert till Prinsessan Diana av Wales som gick av stapeln den 1 juli 2007 på Wembley Stadium, London, England. Diana skulle ha fyllt 46 år den dagen, men hon dog tio år tidigare. Konsertens värd var Dianas söner Prins William, hertig av Cambridge, och Prins Harry av Wales. Konserten sändes live i 140 olika länder runt om i världen. med en uppskattad tittarsiffra på 500 miljoner.

## Medverkande

### Artister (i den ordning de spelade)

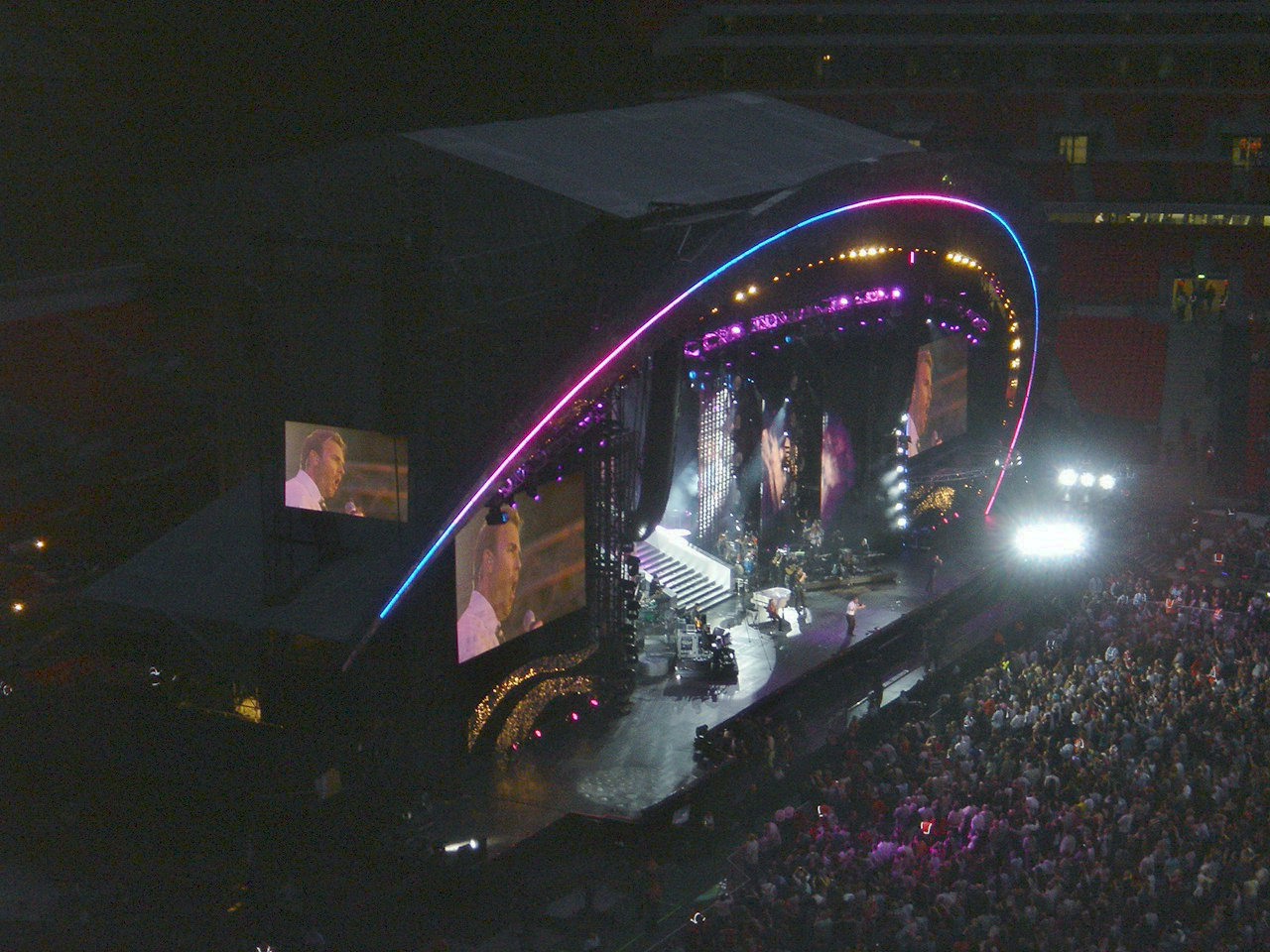
Take That

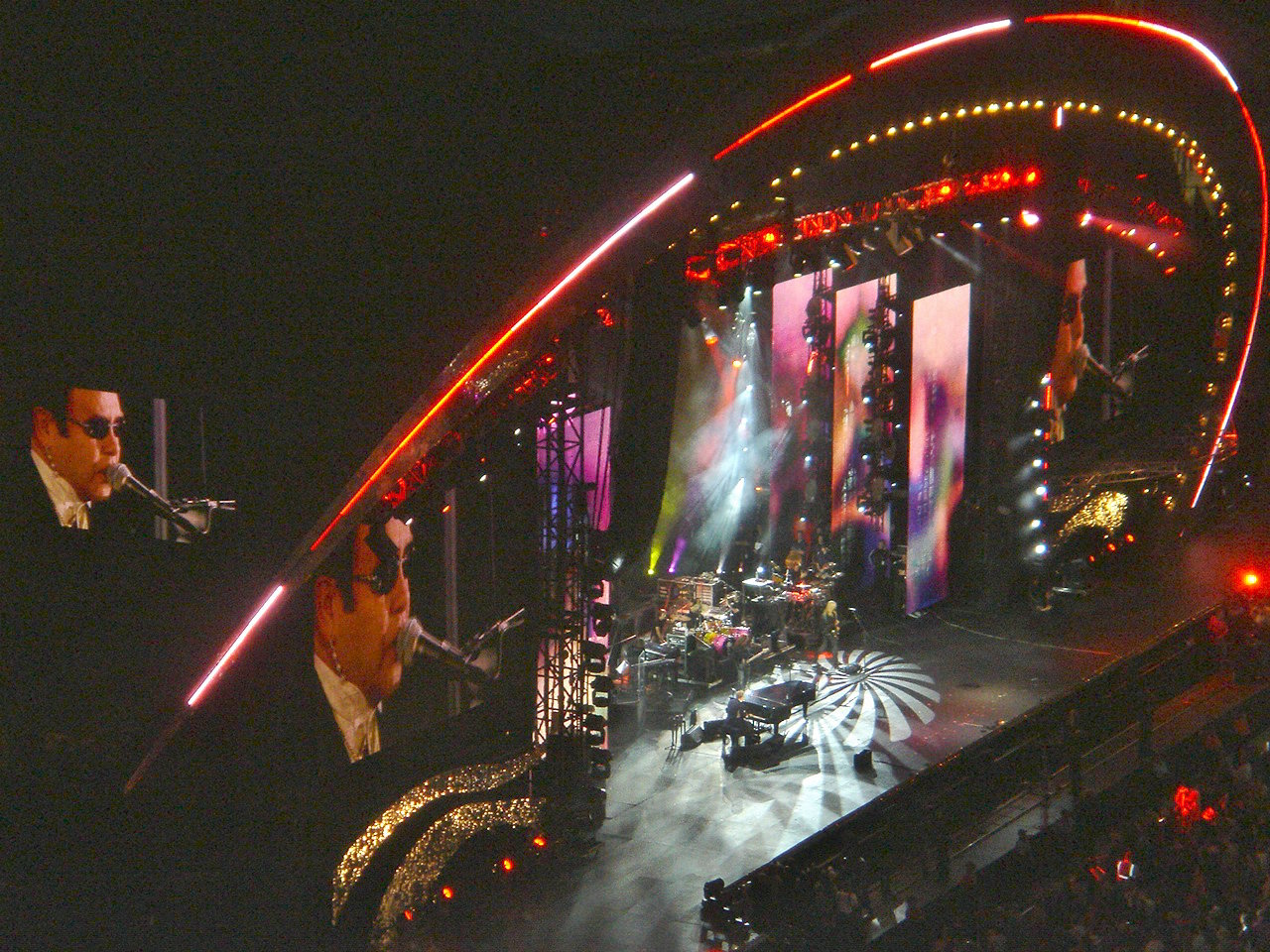
Elton Johns andra uppträdande

1. Sir Elton John (första uppträdande) – "Your Song"
2. Duran Duran – "(Reach Up for the) Sunrise", "Wild Boys" och "Rio"
3. James Morrison – "You Give Me Something" och "Wonderful World"
4. Lily Allen – "LDN" och "Smile"
5. Fergie – "Glamorous" och "Big Girls Don't Cry"
6. The Feeling – "Fill My Little World" och "Love It When You Call"
7. Pharrell – "Drop It Like It's Hot" och "She Wants To Move (Remix)"
8. Nelly Furtado – "Say It Right", "I'm Like a Bird" och "Maneater"
9. English National Ballet – "Svansjön" (Akt IV)
10. Status Quo – "Rockin' All Over the World"
11. Joss Stone – "You Had Me" och "Under Pressure"
12. Roger Hodgson –  Supertramp Medley ("Dreamer", "The Logical Song" och "Breakfast in America") och "Give a Little Bit"
13. Orson – "Happiness" och "No Tomorrow"
14. Sir Tom Jones och Joe Perry – "Kiss", "I Bet You Look Good on the Dancefloor" och "Ain't That A Lot of Love?" (med Joss Stone)
15. Will Young – "Switch It On"
16. Natasha Bedingfield – "Unwritten"
17. Bryan Ferry – "Slave to Love", "Make You Feel My Love" och "Let's Stick Together (Extended)"
18. Anastacia – "Superstar" från Jesus Christ Superstar
19. Connie Fisher och Andrea Ross – "Memory" från musikalen Cats
20. Andrea Bocelli – "The Music of the Night" från The Phantom of the Opera
21. Josh Groban och Sarah Brightman – "All I Ask of You" från The Phantom of the Opera
22. Donny Osmond, Jason Donovan och Lee Mead med Chicken Shed Theatre Company – "Any Dream Will Do" från Joseph and the Amazing Technicolor Dreamcoat
23. Rod Stewart – "Maggie May", "Baby Jane" och "Sailing"
24. Kanye West – "Gold Digger", " Touch the Sky", "Stronger", "Diamonds from Sierra Leone" och "Jesus Walks"
25. P. Diddy – "I'll Be Missing You"
26. Take That – "Shine", "Patience" och "Back for Good"
27. Ricky Gervais – "Freelove Freeway" (med Mackenzie Crook), "Chubby Little Loser"
28. Sir Elton John (andra uppträdande) – "Saturday Night's Alright For Fighting", "Tiny Dancer", "Are You Ready For Love"

### Talare (i den ordning de höll tal)
1. Prinsarna William och Harry
2. Sienna Miller och Dennis Hopper
3. Kiefer Sutherland
4. Ryan Seacrest, Simon Cowell och Randy Jackson
5. Natasha Kaplinsky
6. Dennis Hopper
7. Fearne Cotton
8. Gillian Anderson
9. Boris Becker och John McEnroe
10. Cat Deeley
11. Patsy Kensit
12. Jamie Oliver
13. David Beckham
14. Ben Stiller (förinspelat tal)
15. Prins William och Prins Harry
16. Ricky Gervais
17. Nelson Mandela (förinspelat tal)
18. Bill Clinton (förinspelat tal)
19. Tony Blair (förinspelat tal)

## Prominenta gäster
- Prins William
- Prins Harry
- Prinsessan Beatrice av York
- Zara Phillips
- Peter Phillips
- Sarah, hertiginna av York
- Prinsessan Eugenie av York
- Medlemmar från Familjen Spencer
- Catherine Middleton med familj
- Philippa
- Chelsy Davy
- Kiefer Sutherland
- Jason Donovan
- P. Diddy
- David Furnish
- Mike Tindall
- Autumn Kelly
- Peaches Geldof
- Nina Harte
- Malcolm Harte
- Adam Worthington

## Välgörenhet
All vinst från konserten gick till välgörande ändamål vilka valdes ut av prins William och prins Harry."